# Проблемист (британски часопис)
Проблемист (енгл. The Problemist) је британски специјализовани часопис који се бави проблемским шахом.
Издаје га Британско друштво шаховских проблемиста. Садржи оригиналне и изабране проблеме свих типова, чланке, текстове за стручњаке и почетнике, расписује турнире у компоновању шаховских проблема и њиховом решавању. Први број појавио се у јануару 1926. године.